# Chockli
Chockli là một thị trấn thống kê (census town) của quận Kannur thuộc bang Kerala, Ấn Độ.

## Nhân khẩu
Theo điều tra dân số năm 2001 của Ấn Độ, Chockli có dân số 31.779 người. Phái nam chiếm 45% tổng số dân và phái nữ chiếm 55%. Chockli có tỷ lệ 85% biết đọc biết viết, cao hơn tỷ lệ trung bình toàn quốc là 59,5%: tỷ lệ cho phái nam là 86%, và tỷ lệ cho phái nữ là 84%. Tại Chockli, 11% dân số nhỏ hơn 6 tuổi.